# Dirección Nacional de Fabricaciones e Investigaciones Aeronáuticas
La Dirección Nacional de Fabricaciones e Investigaciones Aeronáuticas (DINFIA) fue una empresa estatal argentina dedicada a la industria aeronáutica.

## Historia
Fue creada en 1957 por decreto-ley n.º 766/1957 del poder ejecutivo (presidente de facto Aramburu) del 23 de enero de 1957. DINFIA, constituida bajo el régimen de la Ley de Empresas del Estado, fue organizada a partir de Industrias Aeronáuticas y Mecánicas del Estado (IAME), la que quedó disuelta.
Dependía del Ministerio de Aeronáutica y su directorio estaba compuesto por «un Presidente que a la vez desempeñará las funciones de Director General y siete vocales. Del total de los ocho miembros, tres serán Oficiales Superiores de Aeronáutica, uno de los cuales podrá ser el Cuartel Maestre General» (decreto-ley n.º 766/1957, Artículo 4.º).
Por el decreto-ley n.º 17 336 del presidente (de facto) Onganía del 10 de julio de 1967 (publicado el 17 de julio de 1967), la Dirección Nacional de Fabricaciones e Investigaciones Aeronáuticas pasó a depender del Ministerio de Defensa, bajo la denominación de Industrias Mecánicas del Estado (IME).